# Banco de Desarrollo de Tonga
El Banco de Desarrollo de Tonga (TDB, Tonga Development Bank) es una institución financiera de desarrollo que promueve el avance económico y social del Reino de Tonga a través de una variedad de servicios bancarios. Fue establecido el 1 de septiembre de 1977.

## Servicios
El Banco de Desarrollo de Tonga proporciona préstamos, cuentas de ahorros, transferencias de dinero nacional, letras de cambio y asesoría comercial. También es el proveedor más antiguo de microcréditos del país. El TBD fue financiado durante dieciséis años por el Gobierno de Nueva Zelanda con aproximadamente TOP $ 300,000.[cita requerida]
El producto y las instalaciones de Microcrédito del banco tienen como objetivo avanzar en el desarrollo de sectores económicos clave en el país, especialmente la agricultura a pequeña escala y la fabricación de artesanías que involucra a grupos de mujeres y jóvenes. Este producto tiene como objetivo promover iniciativas y ahorros de pequeñas empresas en las aldeas.

## Premios
La Asociación de Instituciones de Financiación del Desarrollo en Asia y el Pacífico (ADFIAP) anunció al Banco de Desarrollo de Tonga como el ganador de sus dos proyectos bajo la Categoría 8: Alivio de la Pobreza liderado por el financiamiento del desarrollo en mayo de 2010. El Banco de Desarrollo de Tonga ingresó en dos proyectos: “Fondo de Diversificación de Prestatarios de Nueva Zelanda (NZBDF)” y “Producto de microcrédito” y fueron igualmente nombrados como proyectos ganadores.

## Estructura

### Miembros de la Junta
- Lord Afu'alo Matoto - Presidente de la Junta
- Paula Taumoepeau - Director
- Rev Obey Niu Samate - Director
- Meleseini’s Lomu - Directora Ejecutiva de la Junta del Fondo Nacional de Beneficios de Retiro
- Kaho ‘o Vailahi ‘Ofa - Director de inversiones de la Junta del Fondo de Retiro[3]

### Ejecutivos
- Leta Havea Kami - Directora Ejecutiva
- Loi Turaga Mateiwai - Directora de finanzas
- Seini Vaiola Movete - Directora de crédito[4]